# Monts Wilhelmina
Les monts Wilhelmina, Wilhelminagebergte en néerlandais, sont un massif  montagneux du Suriname ; ils culminent au Juliana Top à 1 280 m d'altitude.